# شاهزاده ویلیام فردریک، دوک گلاستر و ادینبرو
شاهزاده ویلیام فردریک، دوک گلاستر و ادینبورگ (انگلیسی: Prince William Frederick, Duke of Gloucester and Edinburgh; ۱۵ ژانویهٔ ۱۷۷۶ – ۳۰ نوامبر ۱۸۳۴) افسر اهل پادشاهی متحد بریتانیای کبیر و ایرلند بود. 
او نتیجهٔ بزرگ پادشاه جورج دوم بریتانیای کبیر و برادرزاده و داماد پادشاه جورج سوم بود. او نوهٔ فردریک، شاهزاده ولز (پسر ارشد جورج دوم) و ادوارد والپول بود. شاهزاده ویلیام با پرنسس مری، دختر چهارم جورج سوم، ازدواج کرد.
وی برندهٔ جوایزی همچون همکار انجمن سلطنتی و نشان بند جوراب شده‌است.